# Rayo Club de Madrid
El Rayo Club fou un club de bàsquet de la ciutat de Madrid de la década de 1930.
El club va néixer l'any 1929 de la mà d'aficionats hispano-americans o espanyols que havien residit a Cuba, com Pedro Gil o els germans Alonso.
 Fou el millor club de Madrid des de la seva fundació fins a la seva desaparició l'any 1942, per problemes econòmics.
El club es proclamà dos cops campió d'Espanya, els anys 1933, guanyant el Reial Madrid per 21-11, i 1936. També fou set cops campió del Campionat de Castella de bàsquet,
El club vestia uniforme negre o groc.